# Франсјер (Оаза)
Франсјер (фр. Francières) је насеље и општина у североисточној Француској у региону Пикардија, у департману Оаза која припада префектури Компјењ.
По подацима из 2011. године у општини је живело 518 становника, а густина насељености је износила 62,94 становника/km². Општина се простире на површини од 8,23 km². Налази се на средњој надморској висини од 75 метара (максималној 94 m, а минималној 62 m).

## Демографија
| 1962. | 1968. | 1975. | 1982. | 1990. | 1999. | 2011. |
| ----- | ----- | ----- | ----- | ----- | ----- | ----- |
| 410   | 431   | 307   | 362   | 440   | 476   | 518   |

График промене броја становника у току последњих година